# تهيئة (مصرفات)
التهيئة أو التمهيد (بالإنجليزية: bootstrapping)‏ في علوم الحاسوب هو أسلوب يستعمل لإنتاج مُجمِّع ذاتي التجميع -أي مصرف (أو مُجمِّع) مكتوب عبر لغة البرمجة المصدر ذاتها التي يعتزم تجميعها- الإصدار الأساسي الأولي للمترجم ينشئ عبر (مصرف تهيئة) بلغة مختلفة (يمكن أن تكون لغة التجميع)؛ ويتم تطوير إصدارات موسعة متتالية من المصرف باستخدام هذه المجموعة الفرعية الأولية من اللغة البرمجية بحد ذاتها. يطلق على مشكلة تصريف مصرف ذاتي التصريف بمشكلة الدجاجة أم البيضة في تصميم المصرفات، وتُعتبر التهيئة حلاً لهذه المشكلة.  
تعد التهيئة ممارسة شائعة إلى حد ما عند إنشاء لغة برمجة. العديد من المصرفات للغات البرمجة، بما في ذلك المجمِّعات الخاصة بـ C وC# وGo وHaskell وJava وOCaml وPython وRust وScala وTypeScript وVala وZig وغيرها، تستعمل نهج التهيئة.

## الخطوات
في العادة لتطبيق التهيئة، يبنى المهيئ على ثلاث أو أربع خطوات:
- المرحلة 0: تهيئة بيئة العمل للمصرف ذاتي التهيئة في هذه المرحلة، يتم اختيار لغة المصدر ولغة المُخرج لمصرف التهيئة. في حالة "الآلة الفارغة" (وهي آلة لا تحتوي على أي مصرف لأي لغة)، يتم كتابة المصدر والإخراج كرمز آلة ثنائي، أو قد يتم إنشاؤهما عن طريق التصريف المتقاطع على آلة أخرى غير الهدف. بخلاف ذلك، يجب كتابة مصرف التهيئة بإحدى لغات البرمجة الموجودة على الآلة الهدف، وسيقوم هذا المصرف بتوليد شيء يمكن تنفيذه على الهدف، بما في ذلك لغة برمجة عالية المستوى، أو لغة تجميع، أو ملف كائني، أو حتى كود آلة.
- المرحلة 1: يتم إنتاج مصرف التهيئة، وهو مصرف قادر على تصريف شفرته المصدرية الخاصة إلى برنامج يمكن تنفيذه على الآلة الهدف. في هذه المرحلة، يتم إجراء جميع عمليات التطوير اللاحقة باستخدام اللغة التي يحددها مصرف التهيئة، وتبدأ المرحلة 2.
- المرحلة 2: يتم إنتاج مصرف كامل باستخدام مصرف التهيئة. يتم ذلك عادةً على مراحل حسب الحاجة؛ على سبيل المثال، قد يكون المصرف للنسخة X من اللغة قادرًا على تصريف ميزات النسخة X+1، ولكن هذا المصرف لا يستخدم تلك الميزات فعليًا. بمجرد اختبار هذا المصرف والتأكد من قدرته على تصريف نفسه، يمكن استخدام ميزات النسخة X+1 في الإصدارات اللاحقة من المصرف.
- المرحلة 3: يتم إنتاج مصرف كامل بواسطة المصرف الكامل من المرحلة 2. إذا كانت هناك ميزات إضافية يراد إضافتها، يُستأنف العمل في المرحلة 2، مع استبدال مصرف التهيئة بالمصرف الكامل الحالي من المرحلة 3.

يُبنى المصرف المكتمل مرتين لمقارنة مخرجات المرحلتين الثانية والثالثة. إذا كانت المخرجات مختلفة، فهذا يشير إلى وجود خطأ إما في مصرف التهيئة أو في المصرف الكامل.

## أنظر أيضًا
- الاستضافة الذاتية